# Tập tính ăn ở động vật

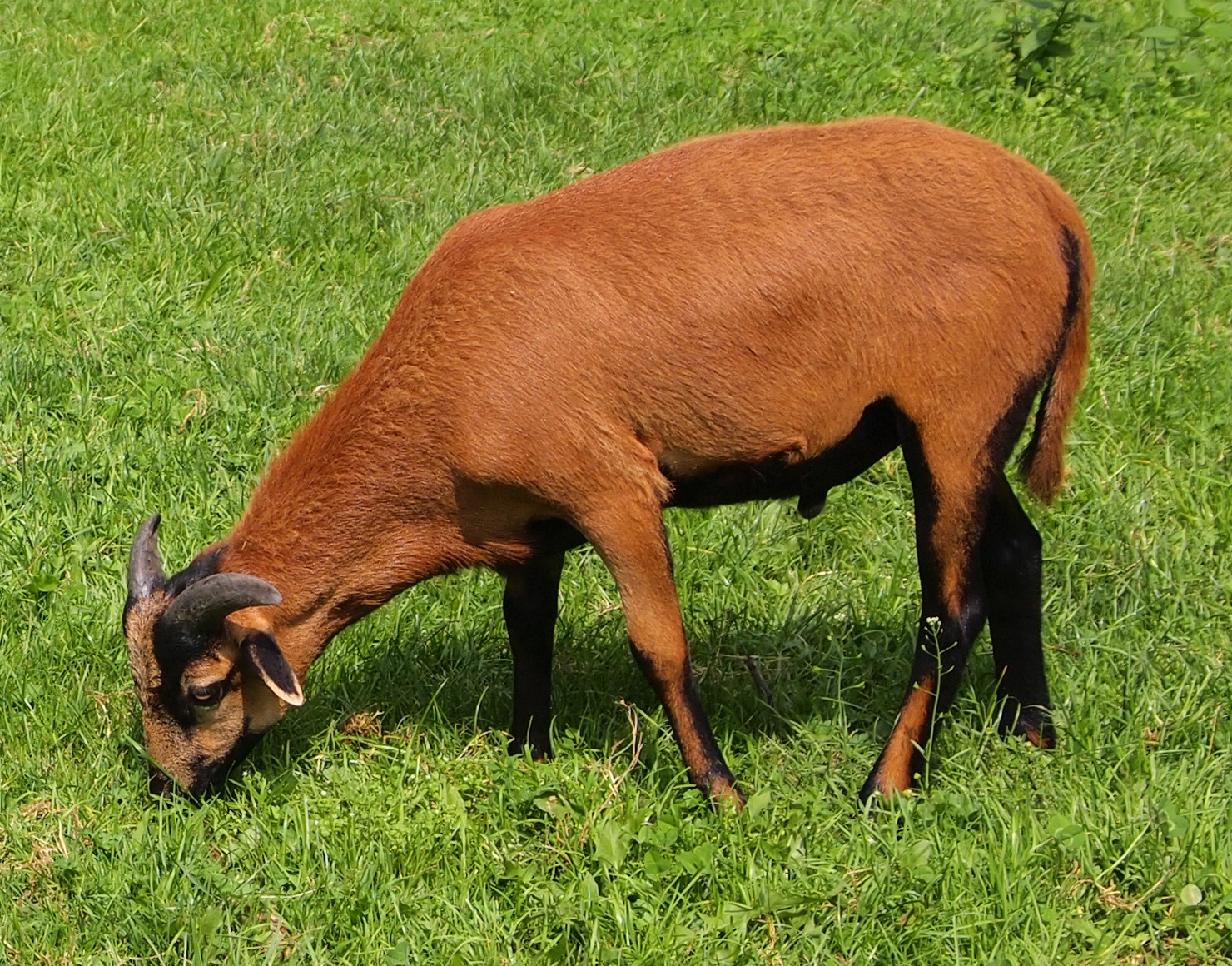
Một con dê đang gặm cỏ

Tập tính ăn là quá trình mà các sinh vật, thường là động vật tiêu thụ thực phẩm để nuôi dưỡng bản thân thông qua các hành vi, thói quen và xu hướng của các loài, cá thể động vật (nết ăn). Tập tính ăn ở động vật chỉ về hành vi ăn uống như là một tập tính của chúng. Trong thuật ngữ khoa học thì thuật ngữ thường sử dụng một trong hai hậu tố: -vore từ vorare trong tiếng Latin có nghĩa là "ăn tươi nuốt sống", hoặc -phagy, từ φαγειν trong tiếng Hy Lạp có nghĩa là "ăn".
Để tồn tại và phát triển, các động vật có nhu cầu tìm kiếm thức ăn nói chung và săn mồi nói riêng. Đây là những tập tính bảo đảm sự sống còn của các loài động vật. Tập tính ăn của động vật là một trong những tập tính cơ bản của động vật và phổ biến trong vận động sinh học. Các nhóm động vật khác nhau có tập tính kiếm ăn là khác nhau (nết ăn khác nhau). Hiểu được tập tính ăn của động vật sẽ xây dựng một chế độ ăn uống khoa học, hợp lý cho các động vật hoang dã trong môi trường nuôi nhốt, nhất là tại các vườn thú. Phần lớn các tập tính kiếm ăn, săn mồi là các tập tính thứ sinh, hình thành trong quá trình sống, qua học tập ở bố mẹ hoặc đồng loại hoặc qua trải nghiệm của bản thân, chẳng hạn như hổ mẹ dạy hổ con săn mồi là dạng tập tính học khôn.

## Đại cương

### Tiến hóa

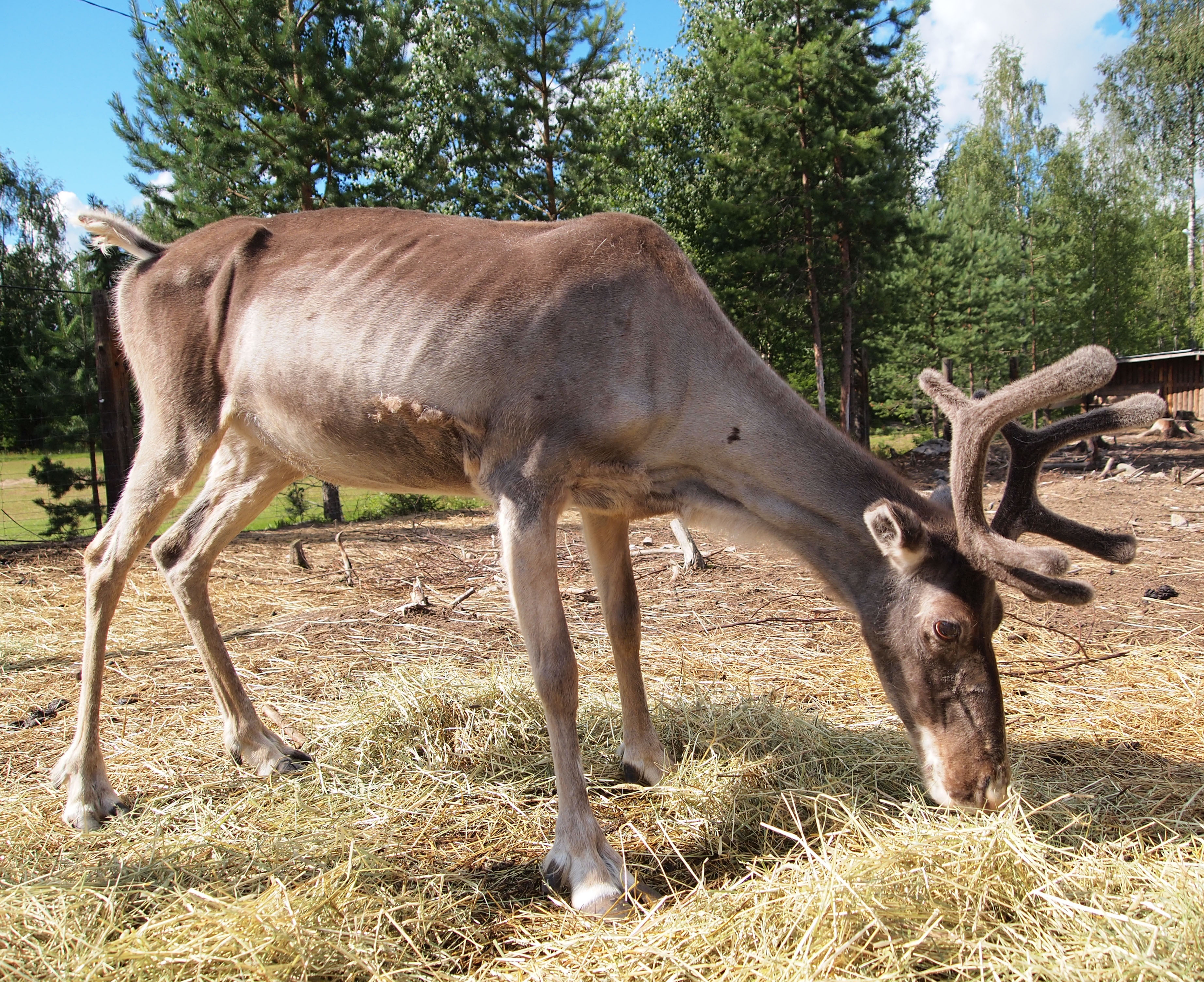
Một tuần lộc đang ăn rơm khô

Sự phát triển của các chiến lược kiếm ăn khác nhau là khác nhau với một số chiến lược phát triển cho ăn nhiều lần.Đối với động vật có hệ thần kinh phát triển tập tính bắt mồi và săn mồi rất phong phú và phức tạp. Phần lớn các tập tính này được hình thành do học tập từ bố mẹ của chúng hay đồng loại hoặc do kinh nghiệm của bản thân và chúng được hoàn thiện dần để đảm bảo sự sống sót của các loài trong tự nhiên. Đối với động vật có tổ chức thần kinh chưa phát triển thì là tập tính kiếm mồi và săn mồi là tập tính bẩm sinh.
Trong các loài động vật có xương sống trên cạn, các hình thức sớm nhất là động vật ăn cá piscivore đổ bộ lớn khoảng 400 triệu năm trước đây. Trong khi các loài lưỡng cư tiếp tục để ăn cá và sau đó côn trùng, bò sát bắt đầu khám phá hai loại thực phẩm mới, vật bốn chân khác (carnivory), và sau đó, là gặm cỏ (động vật ăn cỏ). Các loài ăn thịt (Carnivory) thì là một quá trình chuyển đổi tự nhiên từ ăn côn trùng (insectivory) cho tới động vật bốn chân trung bình và lớn, đòi hỏi sự thích nghi tối thiểu (ngược lại, một tập hợp phức tạp của sự thích nghi cần thiết để ăn những loại thực vật chứa rất nhiều chất xơ).

### Thích nghi

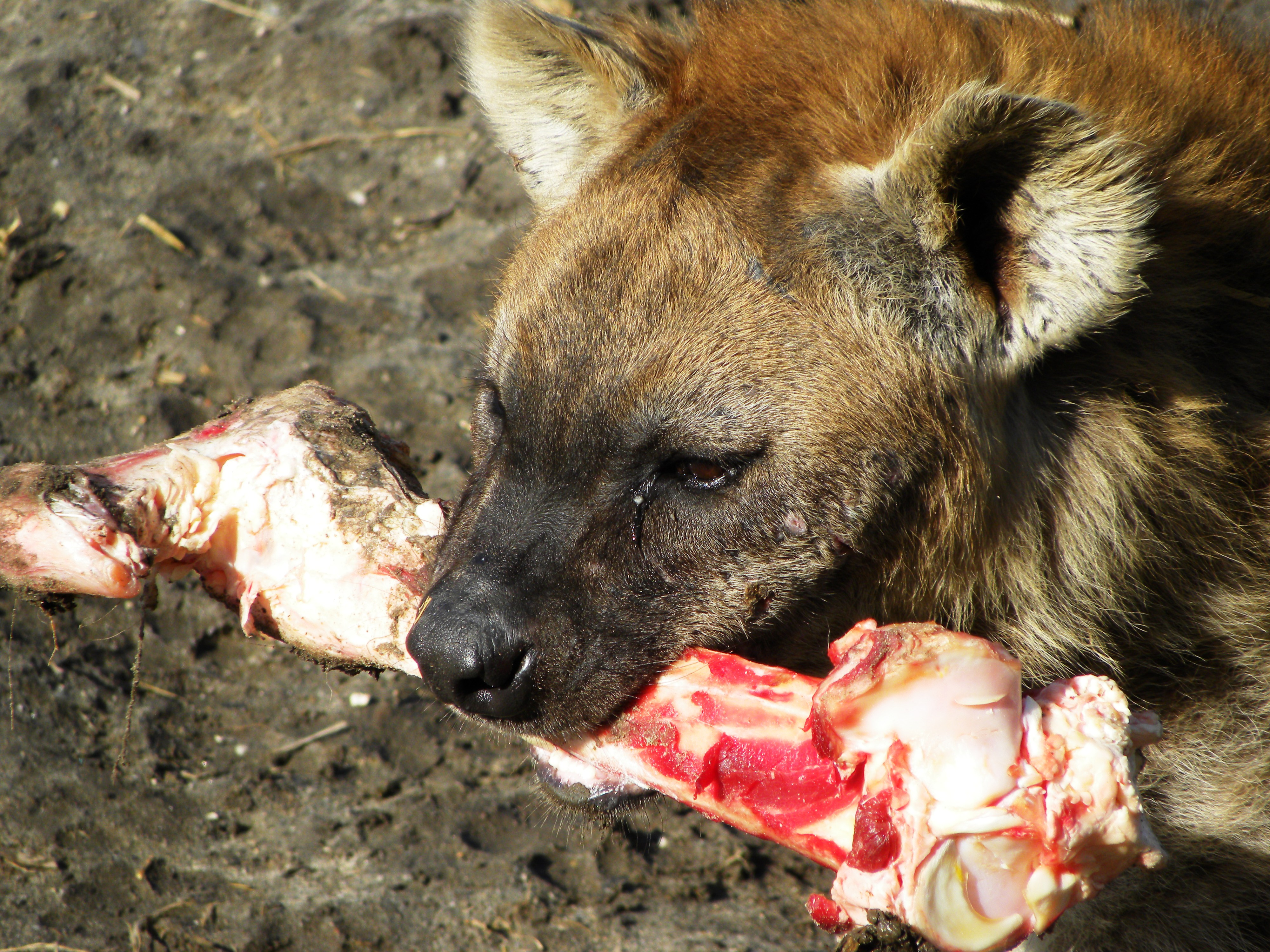
Linh cẩu là động vật đã tiến hóa thích nghi cho việc gặm xương, chúng có bộ hàm khỏe để gặm vở xương thú lớn để ăn phần tủy sống bổ dưỡng bên trong

Sự chuyên môn hóa của sinh vật đối với việc tiêu thụ, xử lý các nguồn thực phẩm cụ thể là một trong những nguyên nhân chính của sự tiến hóa của hình thức và chức năng của bộ phận tiêu hóa, chẳng hạn như sự tiến hóa của phần miệng và răng, chẳng hạn như trong cá voi, loài dơi ma cà rồng, đỉa, muỗi, loài động vật ăn thịt như mèo và các loài cá là có sự khác nhau để phù hợp với các loại thức ăn khác nhau cùng với kiểu ăn khác nhau.
Rồi thì những kiểu hình khác nhau của những chiếc mỏ chim ở các loài chim, chẳng hạn như trong diều hâu, chim gõ kiến, chim bồ nông, chim ruồi, vẹt, chim bói cá, những sự khác nhau giữ móng vuốt và các phần phụ khác dành cho việc bắt giữ hoặc giết chết (bao gồm cả ngón tay của các loài linh trưởng để bóp, móc, thọc, chọc), sự thay đổi màu sắc cơ thể để tạo điều kiện ngụy trang, sự ngụy trang, tạo ra những cái bẫy để bắt con mồi, những thay đổi trong hệ thống tiêu hóa, chẳng hạn như hệ thống dạ dày của động vật ăn cỏ, hội sinh (commensalism) và cộng sinh của các vi sinh ở dạ cỏ.
Ong bắp cày ký sinh Aphidius colemani là một loài ký sinh ăn tạp, tấn công nhiều loài rệp vừng. Sau khi giao phối, con cái tấn công một con rệp vừng, đưa cơ quan đẻ trứng của nó vào khoang bụng của con rệp vừng. Bất cứ loài rệp vừng nào cũng phù hợp làm con mồi đối với ong bắp cày. Khi ở trong cơ thể rệp vừng, các trứng tăng kích thước nhiều lần so với kích thước ban đầu của nó. Ấu trùng sau đó nở và bắt đầu ăn ở dạng thấm lọc. Ấu trùng ký sinh sau đó cắt một đường rạch nhỏ bên trong rệp vừng, gắn lớp biểu bì với lá bởi tơ và cuối cùng tạo thành kén trong con rệp vừng đang chết, tạo thành nhộng. Khi trưởng thành, ong bắp cày ký sinh sẽ cắt một lỗ tròn ở phần ngoại biên phía trên của "xác ướp" (giữa các tuyến rệp sáp) để chui ra ngoài.

## Phân loại
Tập tính kiếm mồi và săn mồi ở động vật phụ thuộc vào nguồn thức ăn mà chúng sử dụng. Các nhóm động vật khác nhau có tập tính kiếm ăn là khác nhau. Dựa vào nguồn thức ăn mà chia động vật ra: Nhóm ăn thực vật, nhóm ăn thịt, nhóm ăn tạp. Nếu phân loại theo cách thức ăn: Có thể phân loại thành các nhóm như động vật ăn đêm, Động vật ăn đáy; động vật ăn lọc, động vật ăn dịch; Động vật gặm xương; đối với con người thì có Ăn động vật sống; Ăn hải sản sống, ăn chín uống sôi, ăn tái, ăn sống

### Ăn thực vật

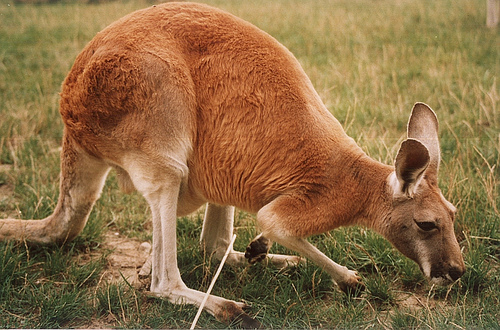
Một con chuột túi đang ăn cỏ theo phương pháp gặm cỏ

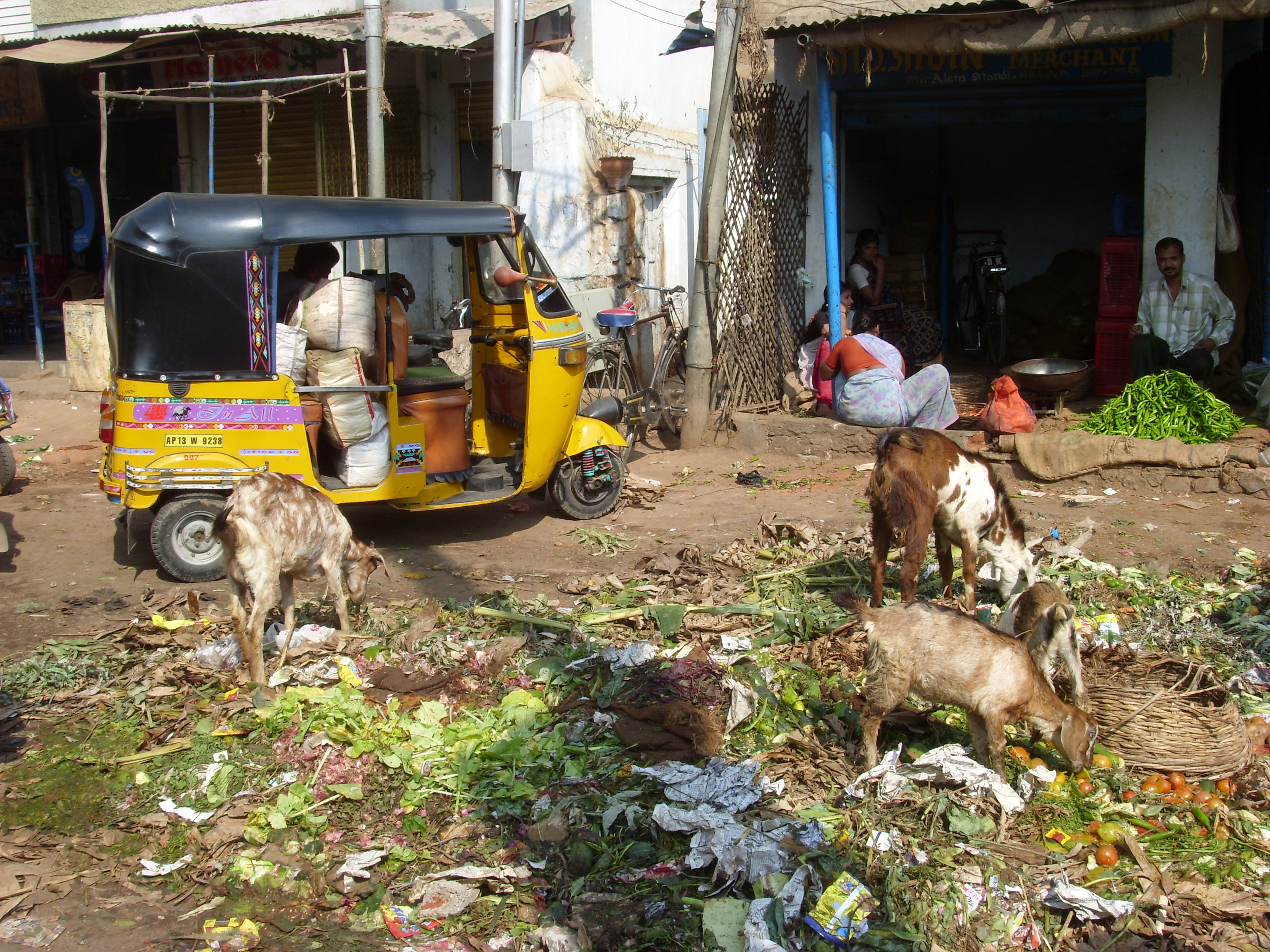
Một đàn dê đang ăn rau thừa ở chợ

Nhóm ăn cỏ gồm các loài động vật gặm cỏ như: ngựa, bò, dê, cừu, thỏ, gặm nhấm. Chẳng hạn như loài Capybara có các răng cửa rất to hiệu quả để gặm cỏ ngắn còn lại sau mùa khô, chúng hoạt động suốt đêm, các bữa ăn được xen kẽ giữa các giấc ngủ ngắn. Nhưng loài chuột đá (Hyrax) thì răng lại không thích hợp với chế độ ăn cỏ thô. Các răng cửa trông như răng nanh hầu như không được sử dụng vì vậy con vật phải nghiêng đầu một bên và dùng các răng má. Trong nhóm này, có những loài chỉ duy nhất ăn cỏ hay còn gọi là Động vật chuyên ăn cỏ hay Động vật ăn chay. Một số khác có thể ăn cỏ nhưng kết hợp với ăn các loại thức ăn khác.
Nhóm ăn cành, lá, vỏ cây gọi chung là Động vật ăn lá gồm các loài phổ biến như hươu, hươu cao cổ, voi, thỏ rừng, hải ly, lười. Chẳng hạn như hải ly, vào mùa đông hải ly góp nhặt và tích trữ các loại cây thân mộc trong ao Hải ly dựa vào nguồn thức ăn này trong suốt mùa đông. Vào mùa hè, khi có nhiều lựa chọn hơn về thức ăn hải ly chuyển sang ăn lá mềm. Với móng vuốt và hàm răng sắc nhọn, loài hải ly là một trong loài thú có khả năng xây đập nổi tiếng, chúng nổi tiếng với việc dùng gỗ, bùn đất và đá để xây dựng các đập nước để tạo nên một con hào nhằm bảo vệ cho gia đình của nó. Những chiếc đập như vậy sẽ ngăn chặn được những loài thú săn mồi như chồn, cáo, sói, gấu. Đồng thời chúng cũng sẽ giúp hải ly dễ dàng kiếm thức ăn hơn trong mùa đông.
Nhóm động vật ăn trái cây hay nhóm ăn quả như Khỉ, voọc mũi hếch, vươn đen họ cáo có túi, chuột sóc, nhím. Thực tế không nhiều động vật thuần túy chỉ ăn trái cây vì nhiều loại trái cây đâm hoa kết trái theo mùa, lúc trái mùa không có quả thì chúng phải bổ sung lá, hoa, cỏ. trong thực đơn của mình, thậm chí là ăn nấm (Động vật ăn nấm), ăn côn trùng.
Nhóm động vật sử dụng các sản phẩm từ thực vật như các loài Động vật ăn hạt (Nhóm ăn hạt như các loài Chuột lớn, chuột nhắt, chuột Gerbil, Gundi, sóc. Trong đó các loài sóc ưa ăn hạt dẻ nhất, thường tìm và ăn hạt), Nhóm ăn rễ như chuột túi và chuột ăn rễ, thú có túi Wom bat, Động vật ăn phấn hoa, Động vật ăn mật hoa hay còn gọi là Nhóm ăn nước mật và phấn hoa mà tiêu biểu là loài thú có thúi Possum mật có cái mõm dài và nhọn để đưa sâu vào bên trong đầu hoa, chót lưỡi có gai nhọn như bàn chải để liếm nước mật ngọt. Ngoài ra còn nhóm khác như các loài Động vật ăn gỗ, Động vật ăn nhựa cây, động vật ăn mùn bã.

### Nhóm ăn thịt

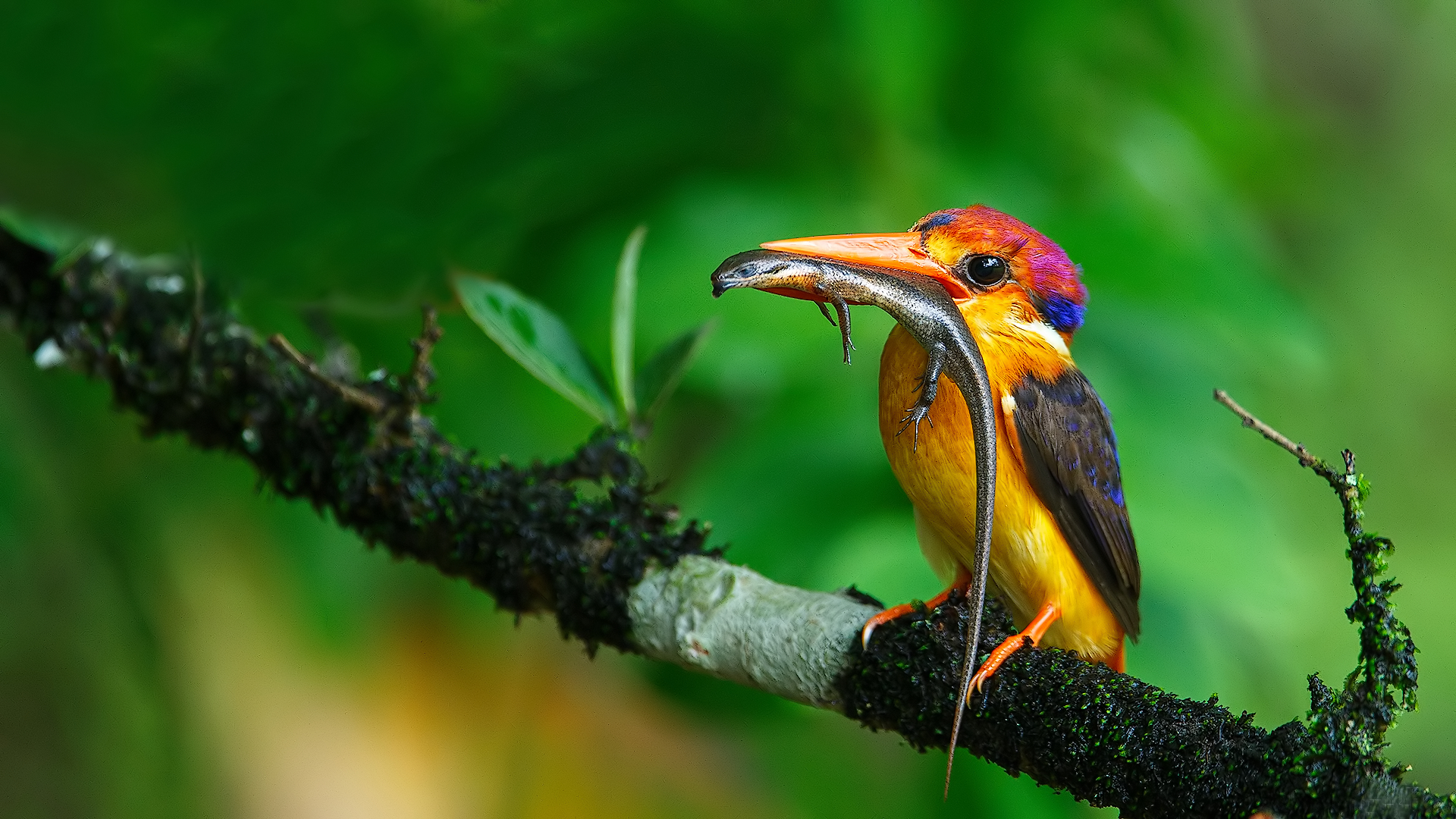
Một con chim đang ăn thằn lằn

Nhóm ăn thịt với đặc trừng gồm Bộ ăn thịt, bộ chân màng, bộ cá voi. Thức ăn chúng đa dạng gồm thân mềm, giun, sâu bọ, lưỡng cư, bò sát nhỏ và các loài thú ăn thực vật, thú ăn cỏ. Một số loài chim kiếm ăn ở mặt nước thường cũng có những tập tính kiếm mồi chuyên hóa, chúng có thể lặn xuống nước để đuổi bắt cá. Trong nhóm ăn thịt này (tức là một con vật sống bằng cách ăn một con vật khác) trong đó có thể chia thành các nhóm:
- Động vật chuyên ăn thịt
- Động vật ăn chim
- Động vật ăn cá
- Động vật ăn rắn
- Động vật ăn nhuyễn thể
- Động vật ăn giun

Các dạng đặc biệt của động vật ăn thịt như Động vật ăn thịt người, Động vật ăn xác thối, Động vật ăn trứng, Động vật ăn vảy, Động vật tự ăn bản thân, Động vật ăn con đẻ, Động vật ăn bạn tình, Động vật ăn nhau thai, động vật hút máu.

### Ăn côn trùng
Nhóm ăn sâu bọ, côn trùng gồm Động vật ăn côn trùng (ăn côn trùng) Động vật ăn kiến, tiêu biểu là loài tê tê, chúng là đại diện điển hình của thú ăn sâu bọ. Để sống và tồn tại hàng ngày chúng cần bắt một lượng côn trùng rất lớn kể cả sâu bọ có nọc độc như ong, kiến. Tê tê có tập tính bắt mồi rất lạ bằng cái miệng tê tê không có răng và cũng không há ra được, thực chất giống như một lỗ nhỏ. Tê tê dùng cái lưỡi rất dài thò qua miệng, phóng tới tấp vào các khe nhỏ của tổ mối, kiến. Lưỡi nó có chất dính và bằng động tác thò ra thụt vào cứ thế kiến, mối bị lôi tuột vào miệng, rồi tê tê nuốt chửng.

### Nhóm ăn tạp
Nhóm ăn tạp là các loài vật có chế độ ăn đa dạng từ thực vật cho đến động vật, đây là các loài vừa ăn thịt nhưng vừa ăn thực vật và ăn các loại khác có thể kiếm được, tiêu biểu như chuột Gerbil, gấu xám, sóc, lợn, chó sói bờm, cáo hung và cả lợn, những con lợn là loài ăn tạp các cây, củi, rễ nhưng chúng cũng sẵn sàng ăn cả xác thối.

### Cộng sinh

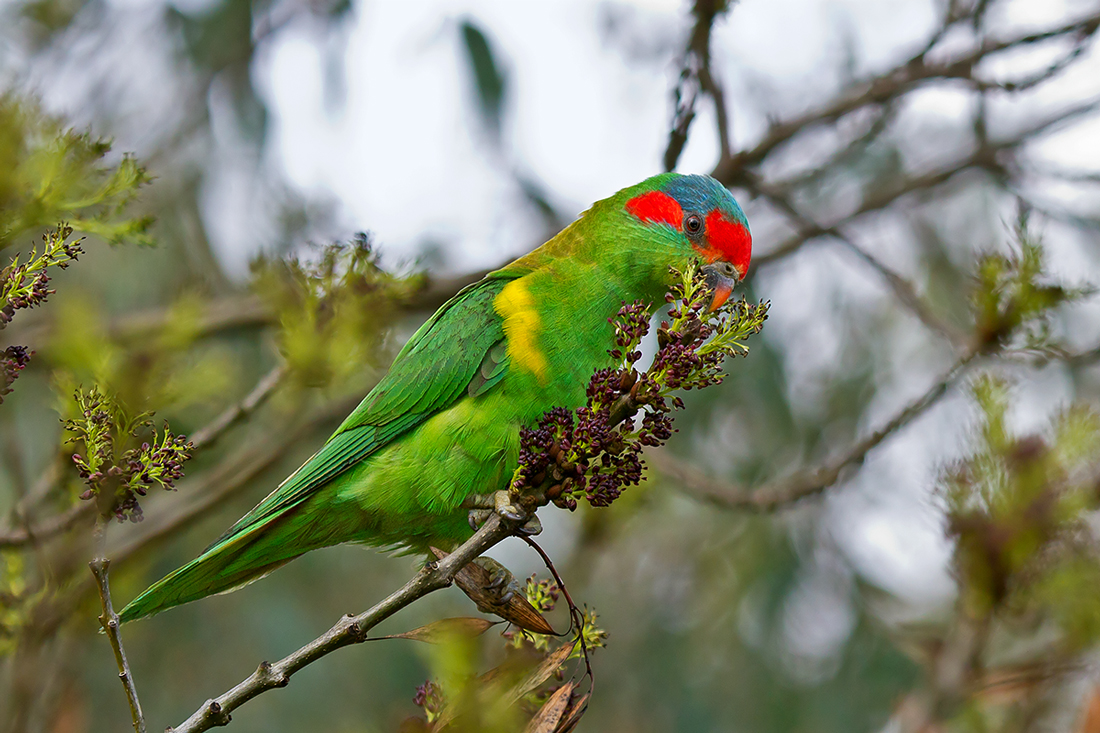
Một con vẹt đang ăn hạt

Nhóm cộng sinh, ăn thức ăn nhặt được: Một số loài cộng sinh với các loài khác để kiếm ăn chẳng hạn Loài cò ruồi chuyên đậu trên lưng trâu bò để bắt ruồi muỗi Cá sấu há miệng cho chim bay vào vệ sinh răng miệng sau mỗi lần ăn. Một số chim ăn ong mật thường dẫn thú đến phá tổ sau đó thì ăn xác ong đã chết. Ngoài ra có các loài Động vật ăn đất, Động vật ăn phân, Động vật ăn chất nhầy.